# روبرت بي. مالوني
روبرت بي. مالوني (بالإنجليزية: Robert B. Maloney)‏ هو قاضي ومحامي أمريكي، ولد في 1933 في دالاس في الولايات المتحدة.